# وزارة المالية (السعودية)
وزارة المالية السعودية هي الوزارة المسؤولة عن إعداد ميزانيات المملكة العربية السعودية ورسم السياسة المالية والاقتصادية في المملكة وهي ثاني وزارة في المملكة بعد وزارة الخارجية السعودية ويتولى رئاستها الاستاذ محمد عبدالله الجدعان ونائب الوزير هو الدكتورحمد بن سليمان البازعي.

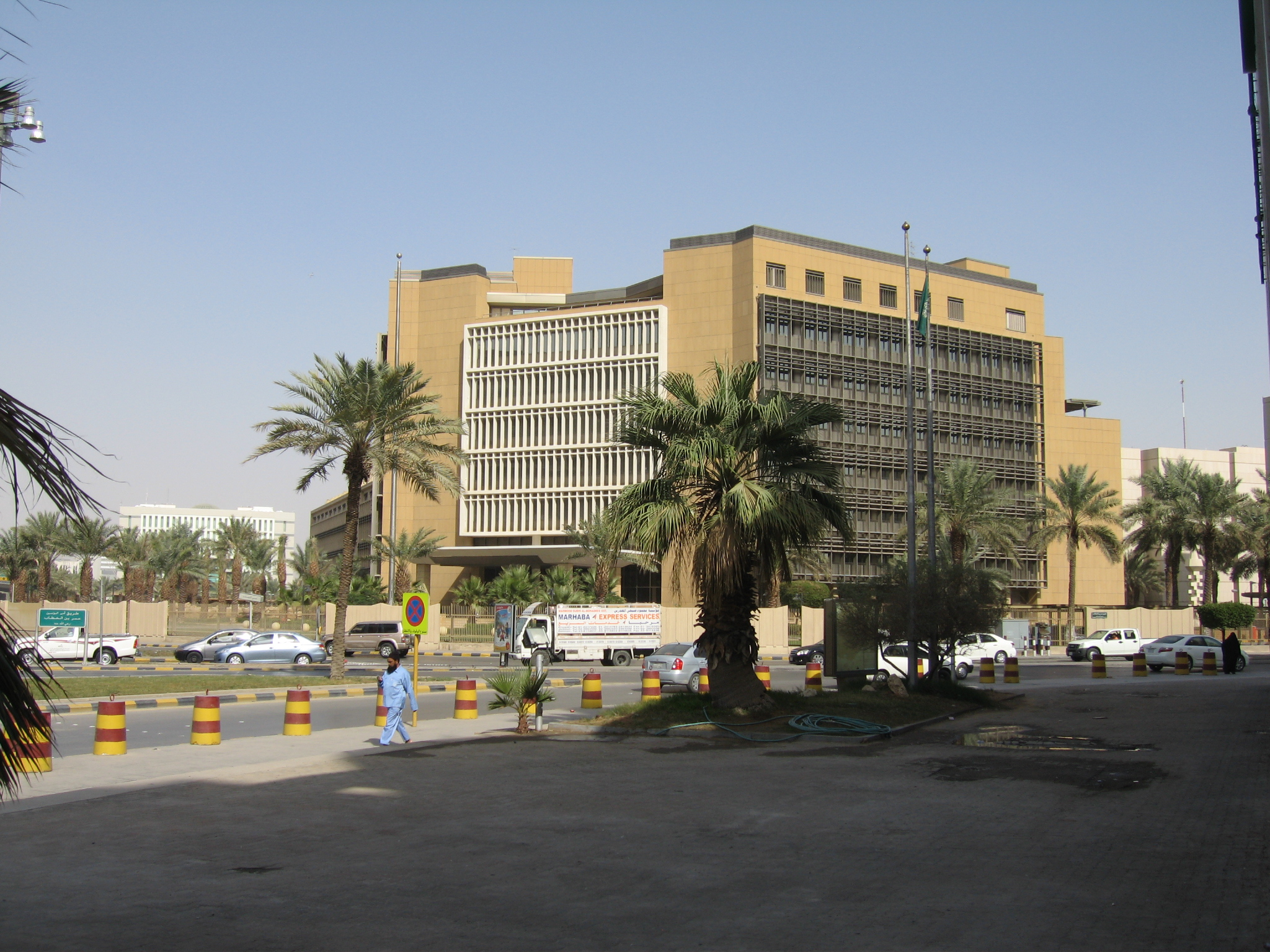
مبنى وزارة المالية في الرياض

## لمحة تاريخية عن الوزارة

### نبذة تعريفية عن الوزارة
تُعد وزارة المالية إحدى أقدم الوزارات في تاريخ المملكة العربية السعودية، فقد تأسست في العام 1344 هـ باسم «مديرية المالية العامة لإدارة الأمور المالية»، وذلك في عهد الملك عبدالعزيز آل سعود، بمنطقة مكة المكرمة. ومع توسع أعمالها تم تحويلها إلى «وكالة المالية العامة» في العام 1347 هـ. ثم تطورت أعمال الوكالة كثيرًا فصدر الأمر الملكي بتحويل الوكالة إلى وزارة للمالية في العام 1351هـ (1932م)، بحيث تتولى مسؤولية تنظيم وحفظ أموال الدولة، وجبايتها، وتأمين طرق وارداتها ومصروفاتها، والمرجع العام لعموم الماليات في كل مناطق المملكة. وكان أول وزير للمالية هو الشيخ عبد الله بن سليمان الحمدان. في العام 1374 هـ تم دمج وزارة الاقتصاد بوزارة المالية، فصارت: «وزارة المالية والاقتصاد الوطني»، كما تم نقل مقرها إلى الرياض. وبعد دمج نشاط الاقتصاد بوزارة التخطيط تم تعديل مسمى الوزارة إلى الاسم الحالي وهو«وزارة المالية» منذ العام 1424هـ.

### الأجهزة الحكومية التي تأسست من خلال وزارة المالية
خلال مراحل التحديث التي شهدتها المملكة في بدايات عهدها توسعت أعمال وزارة المالية، فبدءاً من العام 1355 هـ تم إنشاء عدة مديريات تحت مظلة وزارة المالية تحولت لاحقاً إلى وزارات وهيئات ومؤسسات حكومية مستقلة:
- المديرية العامة للبترول والمعادن.
- المديرية العامة للأشغال العمومية.
- المديرية العامة للجمارك.
- مديرية الزراعة والمياه.
- شؤون الحج والأوقاف والإذاعة.
- ديوان الموظفين والمتقاعدين.
- نظام العمل والعمال.
- معهد الإدارة العامة.
- البنك الزراعي العربي السعودي.
- مديريات البرق والبريد.
- مصلحة الطرق.
- المؤسسة العامة للتقاعد.
- سكة الحديد.
- صندوق التنمية العقارية.
- صندوق التنمية الصناعية.
- بنك التسليف والادخار.
- البنك الزراعي.
- صندوق الاستثمارات العامة.
- مصلحة الزكاة والدخل (الهيئة العامة للزكاة والدخل).
- مصلحة التقاعد.
- مصلحة الإحصاءات العامة (الهيئة العامة للإحصاء).
- مكاتب خاصة بالشركات والمشاريع العمرانية.

## قائمة الوزراء
| م. | الوزير                                              | فترة توليه الوزارة                                                                                 | فترة توليه الوزارة         |
| م. | الوزير                                              | من                                                                                                 | إلى                        |
| -- | --------------------------------------------------- | -------------------------------------------------------------------------------------------------- | -------------------------- |
| 1  | عبد الله بن سليمان الحمدان                          | 11 ربيع الآخر 1351هـ                                                                               | 10 شعبان 1373هـ            |
| 2  | محمد بن سرور الصبان (بالوكالة)                      | 10 شعبان 1373هـ                                                                                    | 3 شعبان 1377هـ             |
| 3  | عبد الله بن عبد الرحمن بن عدوان                     | 3 شعبان 1377هـ                                                                                     | 11 المحرم 1378هـ           |
| 4  | الأمير فيصل بن عبد العزيز آل سعود                   | 11 المحرم 1378هـ                                                                                   | 3 رجب 1380هـ               |
| 5  | الأمير طلال بن عبد العزيز آل سعود                   | 3 رجب 1380هـ                                                                                       | 1 ربيع الآخر 1381هــ       |
| 6  | الأمير محمد بن سعود بن عبد العزيز آل سعود(بالوكالة) | 1 ربيع الآخر 1381هــ                                                                               | 6 ربيع الآخر 1381هـ        |
| 7  | الأمير نواف بن عبد العزيز آل سعود                   | 6 ربيع الآخر 1381هـ                                                                                | 9 شوال 1381هـ              |
| 8  | الأمير مساعد بن عبد الرحمن بن فيصل آل سعود          | 9 شوال 1381هـ                                                                                      | 8 شوال 1395هـ              |
| 9  | محمد بن علي أبا الخيل                               | 1391هـ (وزير الدولة للشؤون المالية والاقتصاد الوطني) 8 شوال 1395هـ (وزير المالية والاقتصاد الوطني) | 1395هـ 6 ربيع الأول 1416هـ |
| 10 | سليمان بن عبد العزيز السليم                         | 6 ربيع الأول 1416هـ                                                                                | 15 جمادى الأولى 1416هـ     |
| 11 | عبد العزيز بن عبد الله الخويطر (بالوكالة)           | 15 جمادى الأولى 1416هـ                                                                             | 9 رمضان 1416هـ             |
| 12 | إبراهيم بن عبد العزيز العساف                        | 9 رمضان 1416هـ                                                                                     | 30 المحرم 1438هـ           |
| 13 | محمد بن عبد الله الجدعان                            | 30 المحرم 1438هـ                                                                                   | حتى الآن                   |

## الجهات التابعة للوزارة
- الهيئة العامة للزكاة والدخل
- مصلحة الجمارك

## إستراتيجية وزارة المالية

### الرؤية
وزارة رائدة تمكن المملكة العربية السعودية لتكون ضمن أكبر 15 اقتصاد في العالم بحلول عام 2030م من خلال نظام مالي متميز.

### الرسالة والقيم
وضع سياسات مالية فعالة وإدارة الموارد المالية لتحقيق استقرار ونمو اقتصادي واستدامة مالية ورفع كفاءة الانفاق وتعزيز الشراكات مع القطاع الخاص من خلال حوكمة فاعلة وتمكين المملكة في تأثيرها على المجتمع المالي إقليمياً ودوليا وتعمل الوزارة علي تعزيز قيم الشفافية والالتزام والشراكة والإنجاز.

### الأهداف الأساسية
- تطوير سياسات مالية مستدامة
- تخصيص وإدارة الموارد المالية بفعالية
- تحسين جودة الحسابات المالية وتعزيز الشفافية
- الاستغلال الأمثل لأصول الدولة والتمويل المبتكر
- تعزيز مكانة المملكة إقليميا ودوليا
- تمكين التحول الرقمي للوزارة
- تأهيل الكوادر البشرية ضمن بيئة منتجة
- تعزيز إدارة التغيير والتواصل
- تحقيق التوازن في الميزانية العامة بكفاءة وفعالية
- الالتزام بكفاءة الانفاق
- تنويع مصادر الإيرادات
- تعزيز دور سوق الدين
- تطبيق معايير عالية في المحاسبة والمسئولية
- تبني المعايير الدولية والممارسات الإدارية الرائدة
- المشاركة في تحسين جودة الخدمة
- تعزيز الشراكة مع القطاع الخاص
- تعزيز دور المنشآت الصغيرة والمتوسطة في الناتج المحلي
- التأثير الفعال في السياسات المالية العالمية
- الريادة في الشراكات الاستراتيجية الخارجية
- تسهيل وتسريع اجراءات العمل في الجمارك

### مهام وزارة المالية
- تحديد السياسة المالية والاقتصادية
- تحديد التوقعات المالية الكلية وتطوير النماذج المالية المرتكزة على تحقيق النتائج
- تحليل وصياغة السياسات المالية
- إجراء أبحاث السياسات المالية والاقتصادية
- تحسين الإيرادات والميزانية
- تصميم واقتراح السياسات والتشريعات اللازمة لتوليد الإيرادات، بما في ذلك الضرائب، والجمارك، والرسوم
- مراقبة الامتثال للوائح الإيرادات وضمان الإيرادات
- قيادة عملية إعداد الميزانية بما يتفق مع السياسات المالية وإطار الانفاق متوسط المدى
- التفاوض مع الجهات المعنية من أجل وضع المخصصات السنوية
- مشاركة الجهات المعنية في مراجعة وتحسين إنفاقهم في الشئون المالية
- قيادة عملية تنفيذ الميزانية ومراقبة الامتثال لسقف الانفاق
- قيادة عملية المحاسبة وإعداد التقارير المالية بالتعاون مع الجهات المعنية
- إدارة النقد في الخارج مع الشئون الدولية
- إدارة المشاركات الثنائية والمشاركات متعددة الأطراف مع الشركاء الأجانب الرئيسين[3]
- تقديم المشورة وتحديد المواقف، والتفاعل مع المؤسسات الاقتصادية والمالية الدولية الرئيسة

## أبرز إسهامات وإنجازات ومبادرات الوزارة
- مؤتمر إعلان الميزانية العامة للدولة للسنة المالية 1439/1440 هـ (2018 م) والفعاليات المصاحبة.
- إصدار التقارير الربعية لأداء الميزانية العامة للدولة.
- إصدارات مبتكرة لتمويل وإدارة الدين العام.
- الالتزام بسداد مستحقات القطاع الخاص.
- تفعيل مشاريع توسعة الحرمين الشريفين.
- تمويل حزمة مشاريع تنموية (صحية وتعليمية وفندقية).
- طرح المسودة الأولى لنظام المنافسات والمشتريات الحكومية الجديد.
- إشادات المنظمات والوكالات والهيئات الدولية.
- إطلاق منصة (اعتماد) الرقمية.
- حلول تقنية لتسهيل الإجراءات التعامل مع القطاعين العام والخاص والمواطنين.
- تطوير إجراءات إعداد الميزانية والنظام المحاسبي.
- إصلاحات مؤسسية لتطوير إدارة المالية العامة.
- تمكين الجهات الحكومية من استدامة التوازن المالي.
- إطار المالية العامة متوسط الأجل.
- إطلاق برنامج تحقيق التوازن المالي والمبادرات المتعلقة به.
- مبادرات وبرامج لرفع كفاءة الإنفاق الحكومي.
- إطلاق المنتج الادخاري (صح).[4][5]

## المشاريع الوطنية الكبرى التي نفذتها الوزارة
- التوسعات الملكية الضخمة للمسجد الحرام والمسجد النبوي.
- جسر الملك فهد بين مملكتي السعودية والبحرين.
- جامعة الأميرة نورة بنت عبد الرحمن.
- مشروع الملك سلمان للمؤتمرات الدولية.
- إعادة تأهيل عبارات زمزم.[6]
- مراكز المؤتمرات في الرياض وجدة والمدينة المنورة.
- المجمعات الحكومية بعدد من مدن المملكة.
- مراكز الإيواء بالمملكة.
- المنافذ الحدودية بمقراتها ومدنها السكنية.

## التنمية المستدامة
بدأت وزارة المالية السعودية بمراجعة لميزانية العامة للدولة وتقسيماتها، بهدف تحقيق تنمية مستدامة في مجالاتها الثلاثة: النمو الاقتصادي، وحفظ الموارد الطبيعية، والتنمية الاجتماعية، بطريقة تمكن من معرفة دقيقة بمخرجات الموارد وتأثيرها على الاقتصاد الكلي للدولة، وتحقق أهدافها في التطوير المستمر للنظام المالي الحكومي وتأكيد سلامته وقوته، ومتابعة تحصيل الإيرادات العامة وتنميتها وتنويعها، وتطوير السياسات والتشريعات المالية والنظم الضريبية، والتطوير المستمر لآليات إعداد الميزانية، والمساهمة في تطوير التعاون الإنمائي الإقليمي والدولي مع المؤسسات المالية الإقليمية والدولية، وتوفير بيانات إحصائية للموارد والمصارف المالية ومعرفة مخرجات تلك الموارد وتأثيرها على الاقتصاد الكلي للدولة، وأخيرا إعادة تصنيف بنود الميزانية العامة لتطبيق القواعد المحاسبية وتوفير معلومات وبيانات شاملة.

### وصلات خارجية
- الموقع الرسمي لوزارة المالية https://mof.gov.sa/about/Pages/previousministers.aspx
- وزارة المالية
- الهيئة العامة للزكاة والدخل
- مصلحة الجمارك